# Diecezja Tapachula
Diecezja Tapachula (łac. Dioecesis Tapacolensis) – diecezja Kościoła rzymskokatolickiego w Meksyku, sufragania archidiecezji Tuxtla Gutiérrez.

## Historia
19 czerwca 1957 roku papież Pius XII bullą Cum Nos erygował diecezję Tapachula. Dotychczas wierni z tych terenów należeli do diecezji Chiapas.

## Ordynariusze
- Adolfo Hernández Hurtado (1958 - 1970)
- Bartolomé Carrasco Briseño (1971 - 1976)
- Juvenal Porcayo Uribe (1976 - 1983)
- Luis Miguel Cantón Marín (1984 - 1990)
- Felipe Arizmendi Esquivel (1991 - 2000)
- Rogelio Cabrera López (2001 - 2004)
- Leopoldo González González (2005 - 2017)
- Jaime Calderón Calderón (2018 - 2024)
- Luis Manuel López Alfaro (od 2025)